# Чжу Їцзюнь
Чжу Їцзюнь (кит.: 朱翊鈞; піньїнь: Zhu Yijun), храмове ім'я Шеньцзун (кит.: 神宗; піньїнь: Shénzōng; 4 вересня 1563 —18 серпня 1620) — тринадцятий імператор династії Мін. Девіз правління — Ваньлі (Незліченні Роки).

## Життєпис
Народився 4 вересня 1563 році у родині імператора Чжу Цзайхоу. Оскільки на момент початку правління нового імператора тому було всього 9 років, державні справи спочатку вершили наближені до трону радники Ґао Ґун, Чжан Цзюйчжен і Ґао Ї. Найбільший вплив серед них придбав Чжан Цзюйчжен, з ініціативи якого у 1581 році була проведена податкова реформа: поземельний податок, який був головним джерелом поповнення державної скарбниці, став стягуватися в перерахунку на гроші, так само як і різні подушні повинності. Було також проведено скорочення чисельності державного апарату, проведені великі роботи по зміцненню берегів річки Хуанхе для запобігання руйнівних повеней. Також почали висаджуватися картопля і кукурудза, імпортовані з Америки, що призвело до достатку продовольства, а надалі до значного зростання населення. Налагоджувалися економічні відносини із Європою. У 1578 році португальці отримали дозвіл купувати китайські товари у Кантоні. Стабільність уряду зберігалося до смерті Чжан Цзюйчена у 1582 році. Разом з тим в цей час Китай з успіхом боровся проти монгольського володаря Туман-хана, обороняючи Ляодунський півострів. У ході битв у 1575, 1578, 1579, 1580, 1581 роках цю загрозу було знешкоджено.

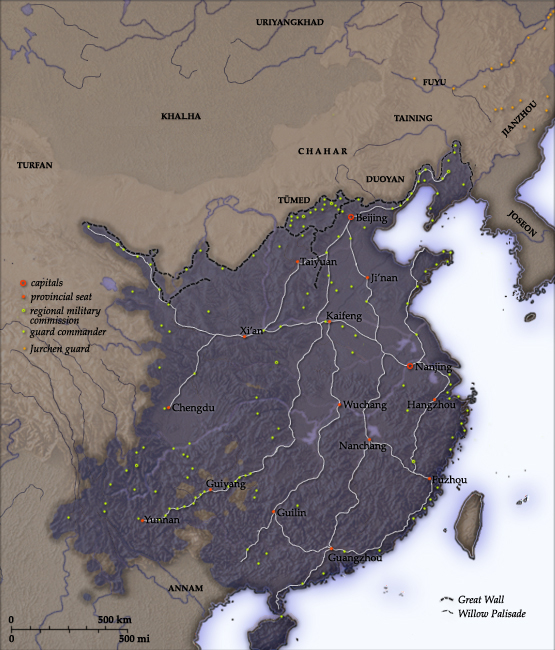
Китай у 1580 році

Ставши дорослим імператор не виявляв старанності в державних справах, але захоплювався будівництвом палаців. Тому після смерті Чжан Цзюйчжена подальше реформаторство було припинено. У 1584 році за наказом імператора конфісковано майно родини Чжан. Разом з тим цікавився зовнішньою політикою. Було здійснено успішний похід проти монголів в Ордос на чолі із генералом Лі Ченляном. Після цього на деякий час вдалося встановити контроль над частиною держави Шан у Бірмі (перемога над племенами мяо), північним В'єтнамом, лаоськими племенами, Сіам також визнав залежність від династії Мін.
У 1592 році розпочалася війна із Японією за Корею. Імператор спрямував туди сухопутні війська та флот. Проте тільки у 1598 році змусили Японію відступити. З цього моменту активна зовнішня політика імператора Чжу Їцзюня припинилася. До того ж виникли внутрішні труднощі. У зв'язку із посиленням податкового тиску у 1596 році повстан Ян Їнлун. Це повстання вдалося придушити лише у 1598 році. З 1600 року імператор зовсім відсторонився від справ, перестав зустрічатися з урядовцями. При цьому посилився вплив євнухів. набирала обертів корупція, відбувалася дезорганізація адміністративного апарату. Імператор не затверджував звільнення та призначення чиновників. Вже на 1604 рік понад 50 відсотків посад мирових суддів були вільними. Чжу Їцзюнь постійно займався лише однією справою — намагався затвердити спадкоємцем сина улюбленої наложниці Цзен — Чжу Чансуна. Імператор відмовився від цієї ідеї лише у 1601 році. Іншою справою Чжу Їцзюня стало накопичення статків — завдяки посиленню податкового тиску він до 1605 року мав 3 002 000 фунтів срібла.
Водночас розпочалися зовнішні труднощі. У 1603 році Китай зазнав поразки у війні з Іспанією на о. Лусон. Внаслідок цього китайські війська та колоністи залишили Філіппінські острови. У 1610 році китайці були розбиті Нурхаці, володарем пізня Цзінь у Маньжурії. Ця криза поєднувалася із внутрішньополітичною — почалася боротьба партії Дунлінь проти урядування євнухів. У 1611 році реформаторів очолив Лі Саньцай. Це протистояння трвиало до 1616 року. Але імператор самоусунувся від підтримки будь-якої зі сторін. З 1616 до 1619 року тривали війни Китаю з маньжурами на чолі із Нурхаці. Зрештою останній зумів повністю захопити Ляодунський півострів. Цей факт викликав нові вимоги щодо проведення реформ, проте імператор нічого не робив. Навпаки сприяв розгрому спочатку партії Дунлінь, а згодом покаранню вчених з академії Ханлінь. Наприкінці життя імператор став пиятикою та опіумним наркоманом.

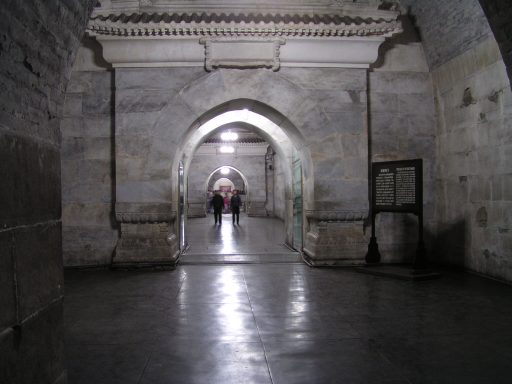
Поховання Чжу Їцзюня

Помер Чжу Їцзюнь 18 серпня 1620 року. Його поховання залишається поки єдиним розкритим китайськими археологами для музейного огляду в комплексі 13 могил імператорів династії Мін.